# Сорени (Долж)
Сорени (рум. Soreni) насеље је у Румунији у округу Долж у општини Челару. Oпштина се налази на надморској висини од 138 m.

## Становништво
Према подацима из 2002. године у насељу је живело 756 становника, од којих су сви румунске националности.